# Liste du patrimoine immobilier classé de Saint-Nicolas
Cette page regroupe l'ensemble du patrimoine immobilier classé de la ville belge de Saint-Nicolas.
| Objet                                                                                                | Année de construction / Architecte | Adresse                     | Section communale | Coordonnées                      | Numéro d’inventaire | Illustration                                                                                         |
| --- | ---------------------------------- | --------------------------- | ----------------- | -------------------------------- | ------------------- | --- |
| Maison, dite la Torette                                                                              |                                    | Rue Chiff' d'Or, n°111      | Tilleur           | 50° 37′ 11″ nord, 5° 32′ 06″ est | 62093-CLT-0001-01   | Maison, dite la Torette                                                                              |
| Maison Planchard (façades et toitures)                                                               |                                    | Rue Winston Churchill, n°53 | Montegnée         | 50° 38′ 43″ nord, 5° 31′ 41″ est | 62093-CLT-0002-01   | Maison Planchard (façades et toitures)                                                               |
| Maison du Peuple (Montegnée) (façade principale et versant de toiture), place du Cri du Perron, n°24 |                                    |                             | Montegnée         | 50° 38′ 27″ nord, 5° 30′ 51″ est | 62093-CLT-0003-01   | Maison du Peuple (Montegnée) (façade principale et versant de toiture), place du Cri du Perron, n°24 |
| Orgue de l'église Saint-Hubert à Tilleur                                                             |                                    |                             | Tilleur           | 50° 37′ 11″ nord, 5° 31′ 37″ est | 62093-CLT-0004-01   | Image manquanteTéléverser                                                                            |
| Ancien Hôtel communal de Montegnée (façades et toitures)                                             |                                    | Rue des Botresses, n°2      | Montegnée         | 50° 38′ 29″ nord, 5° 31′ 12″ est | 62093-CLT-0005-01   | Ancien Hôtel communal de Montegnée (façades et toitures)                                             |